# Gouvernement Vanhanen II
République de Finlande
Vanhanen I Kiviniemi
Le gouvernement Vanhanen II (Vanhasen II hallitus, en finnois, Regeringen Vanhanen II, en suédois) est le gouvernement de la République de Finlande entre le 19 avril 2007 et le 22 juin 2010, durant la trente-cinquième législature de la Diète nationale.

## Coalition et historique
Il est dirigé par le Premier ministre libéral sortant Matti Vanhanen.
Il est constitué d'une coalition entre le Parti du centre (Kesk), le Parti de la Coalition nationale (Kok), la Ligue verte (Vihr) et le Parti populaire suédois (SFP), qui disposent ensemble de 123 députés sur 200 à la Diète nationale, soit 61,5 % des sièges.

### Formation
Il a été formé à la suite des élections législatives du 18 mars 2007 et succède au gouvernement Vanhanen I, formé du Kesk, du Parti social-démocrate de Finlande (SDP) et du SFP. La forte progression du Kok et le mauvais score du SDP ont conduit le chef du gouvernement à s'associer avec les conservateurs, tout en élargissant l'alliance aux écologistes afin de s'assurer une base parlementaire plus solide.

### Démission
Mis en cause dans des affaires financières et souffrant de problèmes de santé, Vanhanen démissionne en juin 2010 et cède le pouvoir à Mari Kiviniemi, ministre de l'Administration publique et membre du Parti du centre, qui reconduit la coalition au pouvoir et forme ainsi son gouvernement.

## Composition
- Les nouveaux ministres sont indiqués en gras, ceux ayant changé d'attributions en italique.

| Portefeuille                                                                          | Titulaire | Titulaire                                                                                     | Parti |
| ------------------------------------------------------------------------------------- | --------- | --------------------------------------------------------------------------------------------- | ----- |
| Premier ministre                                                                      |           | Matti Vanhanen                                                                                | Kesk  |
| Ministre des Affaires étrangères                                                      |           | Ilkka Kanerva (jusqu'au 04/04/2008) Alexander Stubb                                           | Kok   |
| Ministre du Commerce extérieur et du Développement                                    |           | Paavo Väyrynen                                                                                | Kesk  |
| Ministre de la Justice                                                                |           | Tuija Brax                                                                                    | Vihr  |
| Ministre de l'Intérieur                                                               |           | Anne Holmlund                                                                                 | Kok   |
| Ministre de l'Immigration et des Affaires européennes                                 |           | Astrid Thors                                                                                  | SFP   |
| Ministre de la Défense                                                                |           | Jyri Häkämies                                                                                 | Kok   |
| Ministre des Finances Suppléant du Premier ministre                                   |           | Jyrki Katainen                                                                                | Kok   |
| Ministre de l'Administration publique et des Affaires locales                         |           | Mari Kiviniemi                                                                                | Kesk  |
| Ministre de l'Éducation                                                               |           | Sari Sarkomaa (jusqu'au 19/12/2008) Henna Virkkunen                                           | Kok   |
| Ministre de la Culture et des Sports                                                  |           | Stefan Wallin                                                                                 | SFP   |
| Ministre de l'Agriculture et des Forêts                                               |           | Sirkka-Liisa Anttila                                                                          | Kesk  |
| Ministre des Transports                                                               |           | Anu Vehviläinen                                                                               | Kesk  |
| Ministre des Communications                                                           |           | Suvi Lindén                                                                                   | Kok   |
| Ministre du Commerce et de l'Industrie Ministre des Affaires économiques (01/01/2008) |           | Mauri Pekkarinen                                                                              | Kesk  |
| Ministre du Travail                                                                   |           | Tarja Cronberg (jusqu'au 26/06/2009) Anni Sinnemäki                                           | Vihr  |
| Ministre des Affaires sociales et de la Santé                                         |           | Liisa Hyssälä (jusqu'au 24/05/2010) Juha Rehula                                               | Kesk  |
| Ministre des Services sanitaires et sociaux                                           |           | Paula Risikko                                                                                 | Kok   |
| Ministre de l'Environnement                                                           |           | Paula Lehtomäki (jusqu'au 28/09/2007) Kimmo Tiilikainen (jusqu'au 11/04/2008) Paula Lehtomäki | Kesk  |
| Ministre du Logement                                                                  |           | Jan Vapaavuori                                                                                | Kok   |